# القناة التايلندية

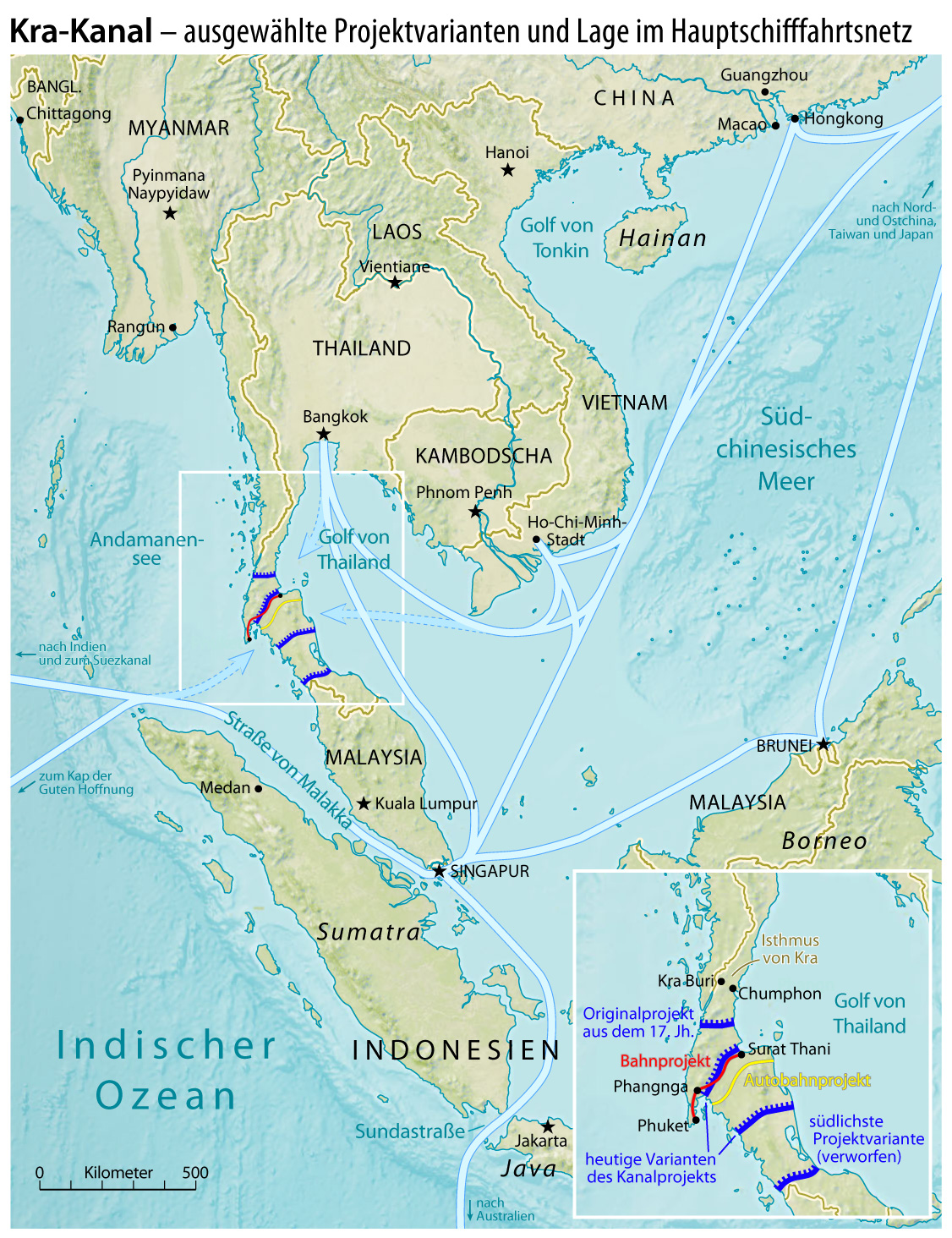
خريطة بالمواقع المقترحة للقناة

القناة التايلندية ، والتي يُطلق عليها أيضاً قناة كرا أو قناة برزخ كرا، تشير إلى مقترحات لشق قناة لربط خليج تايلند ببحر أندامان
عبر جنوب تايلند. ويــُرى أن مثل تلك القناة سوف يحسـّن النقل في المنطقة، بشكل مماثل لكل من قناة بنما وقناة السويس.
ستوفر القناة بديلاً للعبور عبر مضيق ملقا وتختصر طريق عبور شاحنات النفط إلى اليابان والصين إلى 1.200 كم. تشير إليه الصين على أنه جز من مشروعها لإنشاء طريق الحرير البحري للقرن 21. حسب المقترحات التي قُدمت في 2015 يصل طول القناة إلى 102 كم، وعرضها 400 متر وعمقها 25 متر. تم مناقشة واستكشاف خطط إنشاء القناة في أوقات مختلفة، لكنها لم تدخل حيز التنفيذ. تم تقييم المخاوف المتعلقة بالتكلفة والشواغل البيئية مقابل المنافع الاقتصادية والاستراتيجية المحتملة.
في فبراير 2018 أعلن رئيس الوزراء برايوت تشان أوتشا بأن القناة ليست ضمن أولويات حكومته.

## التاريخ
شق قناة عبر برزخ كرا، والتي ستختصر زمن الشحن حول آسيا، تم اقتراحه في أوائل عام 1677. طللب الملك التايلندي ناراي من المهندس الفرنسي دو لامار البحث في إمكانية شق ممر مائي ليصل بين سونغكلا ومارد (ميانمار حالياً)، لكن الفكرة تم تجاهلها باعتبارها غير عملية في ظل التكنولوجيا المتاحة في ذلك الوقت.
عام 1793، عادت الفكرة بالظهور. مها سورا سينغانات، الشقيق الأصغر للملك بودا يودفا تشولالوكه (راما الأول)، اقترح بأن هذه القناة ستسهل حماية الساحل الغربي بالسفن العسكرية. في أوائل القرن 19، أصبحت شركة الهند الشرقية البريطانية مهتمة بالقناة. بعدما أصبحت بورما مستعمرة بريطانية عام 1863، جرى استشكاف لنقطة فيكتوريا (كاوتونغ) قبالة البرزخ لكونها أقصى نقطة جنوباً، وكانت النتيجة سلبية أيضاً. عام 1882، منشيء قناة السويس، فرديناند دي لسبس، زار المنطقة، لكن الملك التايلندي لم يسمح له بالبحث التفصيلي. عام 1897، وافقت تايلند والامبراطورية البريطانية على شق قناة مع المحافظة على الهيمنة الإقليمية لميناء سنغافورة.